# Igor Vukić
Igor Vukić (Zagreb, 26. siječnja 1966.), hrvatski je novinar, politolog, publicist i istraživač. Predsjednik je Društva za istraživanje trostrukog logora Jasenovac.

## Životopis
Igor Vukić rođen je u 1966. godine u Zagrebu u obitelji srpskog podrijetla iz Gradine Donje. Osnovnu školu pohađao je u Pakračkoj Poljani, srednju u Kutini, a u Zagrebu 1992. godine završio je Fakultet političkih znanosti. Većina njegove obitelji je tijekom Drugoga svjetskoga rata prošla kroz Sabirni logor Jasenovac.  Od 1990. godine radio je kao novinar u brojnim medijima: u dnevniku Vjesnik (1990. – 1991.), na Kutinskoj televiziji (preteča današnje Mreže TV) (1992. – 1993.), u dnevnicma Novi list (1994. – 2001.), Jutarnji list (2001. – 2005.) i Poslovni dnevnik (2005. – 2009.) te u tjedniku Privredni vjesnik (2009. – 2016.). Sada je samostalni novinar i publicist, istraživač, bavi se istraživanjem stradanja logora Jasenovac te je autor više knjiga.
U knjizi Radni logor Jasenovac iz 2018. godine građa se pretežno zasniva na istraživanju fondova Hrvatskog državnog arhiva u Zagrebu, tj. na 700 arhivskih kutija jugoslavenske Zemaljske komisije za utvrđivanje zločina okupatora i njegovih pomagača, na 200 kutija dokumenata administrativnih i vojnih vlasti NDH, na golemoj građi OZN-e, UDB-e i SDS-a SRH i SFRJ, na zbirkama dokumenata iz partizanskih izvora i vjerodostojih iskaza bivših logoraša te na znanstvenoj i publicističkoj literaturi.
Vukić ukazuje da je veliki broj zatočenika Jasenovačkog logora tijekom godina njegovog djelovanja puštan na slobodu - sve do travnja 1945. godine - ali su tijekom desetljeća komunizma prenošene samo one priče manjeg broja zatočenika koji su za govor o Jasenovcu imali suglasnost vlasti. Te priče, ocjenjuje Vukić, bile su tek dijelom istinite, a dijelom su bile prilagođene potrebama propagande komunističke Jugoslavije, koja ih je koristila u svrhu širenja jasenovačkog mita o Jasenovcu kao stratištu na kojem je pobijeno pola milijuna do milijun ljudi. Vukić također ukazuje da je NDH imala dosta uređenu administraciju, te da se o Jasenovcu može istraživati i na temelju izvorne dokumentacije, umjesto da se oslanja na manje pouzdane zapise o logoru i njegoviim žrtvama koje su u desetljećima nakon kraja II. svjetskog rata stvarani u Jugoslaviji, u svrhu dobivanja što većih ratnih reparacija od Njemačke i propagande komunističkog režima.
Aktivni je sudionik tribina s tematikom Jasenovca, a o svojim istraživanjima govorio je na HRT-u, Z1 Televiziji, Laudato TV-u te manjim lokalnim televizijama. Piše za Hrvatski tjednik.
Oženjen je i sa svojom suprugom i sinom živi u Zagrebu.

#### Kritike povjesničara
Povjesničar Vladimir Geiger piše da Vukić pripada skupini "koji uporno zastupaju svoje osebujno manirističko viđenje NDH i logora Jasenovac te ustraju u tome da broj žrtava logora Jasenovac...ne može biti veći od četveroznamenkastog. ...Najsustavnije poricanje i(li) znatno umanjivanje ustaških zločina počinjenih u logoru Jasenovac zastupljeno je ponajprije u javnim istupima i pisanjima povjesničara i povjesničara-amatera Mladena Ivezića, Vladimira Mrkocija, Vladimira Horvata, Stipe Pilića, Blanke Matković, Igora Vukića, Josipa Pečarića, Stjepana Razuma i Romana Leljaka."
Povjesničar Goran Hutinec sa Sveučilišta u Zagrebu, pak navodi "Temeljna Vukićeva metoda kojom se koristi kako bi jasenovački logorski sustav prikazao u što boljem svjetlu jest selektivnost u korištenju i citiranju dostupnih izvora i svjedočenja.... Vukić selektivno koristi mnoga svjedočanstva, poput teksta Ante Cilige iz kojeg prenosi podatke o izložbi predmeta izrađenih u logoru na Zagrebačkom zboru ili o njegovu dovođenju u logor redovnim vlakom uz slabu pratnju, no prešućuje sve dijelove istog svjedočanstva u kojima Ciliga opisuje masovne likvidacije na Gradini u ljeto 1942. ili ubijanje zatočenika vraćenih iz zemunskog logora. Od Milka Riffera preuzima navode o nastupima logorskog orkestra i povoljnom stanju u logorskoj bolnici u mjesecima zatišja 1943. godine, no prešućuje iskaze o zlostavljanju zatočenika pri radu na nasipu, likvidaciji logora IIIC, masovnom ubijanju Roma...
Povjesničar Milan Radanović Vukićevu knjigu Radni logor Jasenovac opisao je kao bezvrijednu, štetnu i opskurnu, a Vukić je odgovorio kako svakome tko je pročita, jasno je da se radi o pozivu na istraživanje.

## Knjige
- Jasenovački logori: istraživanja, Društvo za istraživanje trostrukog logora Jasenovac, Zagreb, 2015. ISBN 978-953-58565-0-4 (2. izd. 2015.) (suautori Vladimir Horvat, Stipo Pilić i Blanka Matković)
- Radni logor Jasenovac, Naklada P.I.P. Pavičić, Zagreb, 2018. ISBN 978-953-7949-15-0
- Logor Jasenovac u 2. svjetskom ratu / Labour Camp Jasenovac in World War II, Društvo za istraživanje trostrukog logora Jasenovac, Zagreb, 2018. ISBN 978-953-58565-2-8
- Jasenovac iz dana u dan: kronologija, Naklada P.I.P. Pavičić, Zagreb, 2019. ISBN 978-953-7949-18-1
- Povijest brojeva o Jasenovcu, Naklada P.I.P. Pavičić, Zagreb, 2024. ISBN 978-953-7949-27-3

## Vanjske poveznice
- Igor Vukić, novinar istraživač i publicist. Vrijeme je za istinu o logoru Jasenovac  Arhivirana inačica izvorne stranice od 3. lipnja 2018. (Wayback Machine), razgovarao Andrija Tunjić, Vijenac, br. 566, 12. studenoga 2015.  Arhivirana inačica izvorne stranice od 18. lipnja 2018. (Wayback Machine)
- Jasenovački logori – istraživanja  Arhivirana inačica izvorne stranice od 3. lipnja 2018. (Wayback Machine), safaric-safaric.si